# Томблен
Томбле́н (фр. Tomblaine) — коммуна во французском департаменте Мёрт и Мозель, региона Лотарингия. Относится к кантону Томблен.

## География

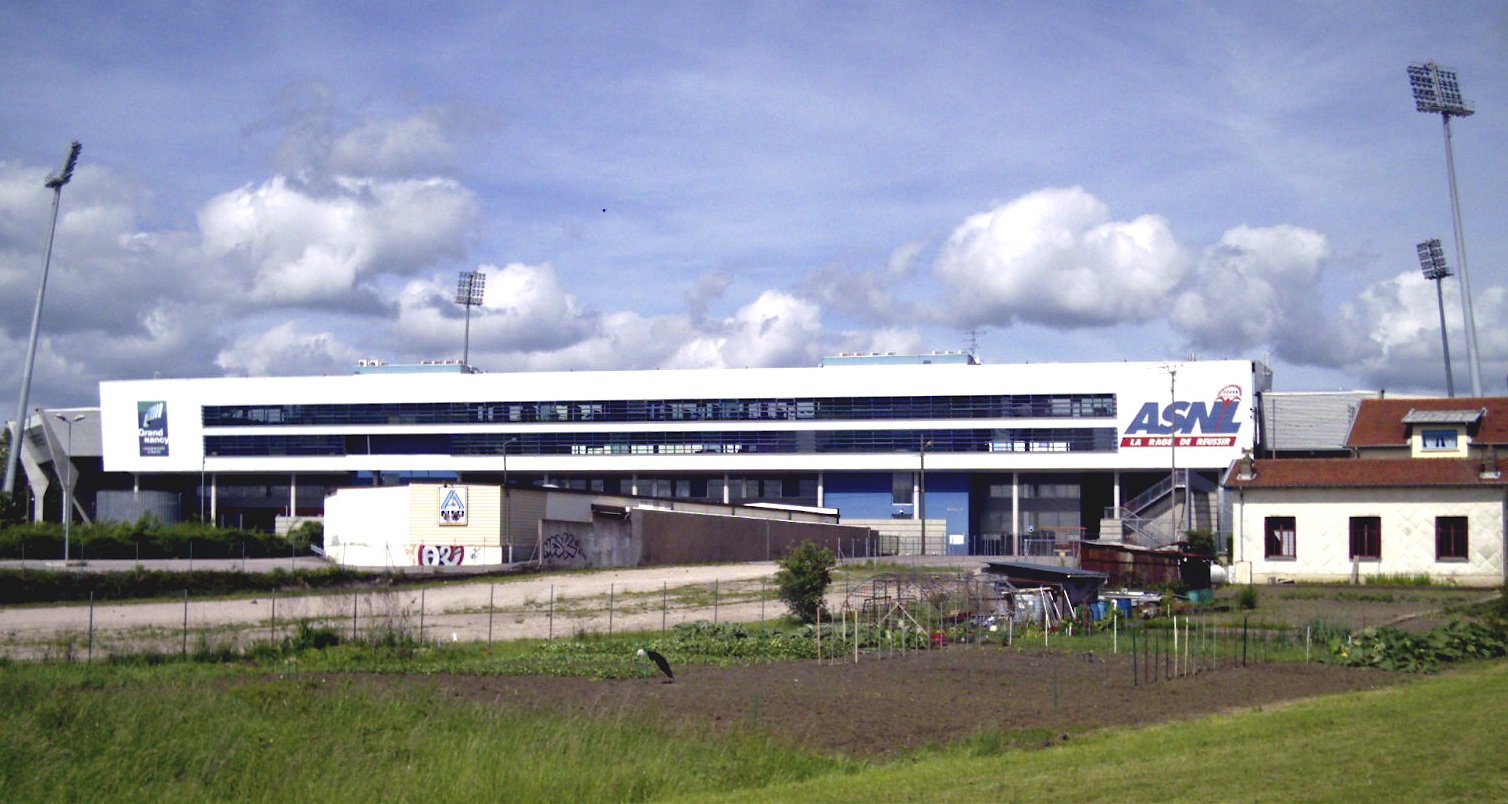
Томблен. Стадион Марселя Пико.

Томблен расположен на северо-востоке Франции, пригород Нанси, разделён от последнего рекой Мёрт. Входит в его агломерацию Большой Нанси. Граничит с Сен-Макс и Эссе-ле-Нанси на севере, с Жарвиль-ла-Мальгранж, Ланёввиль-деван-Нанси и Ар-сюр-Мёрт на юге и с Соксюр-ле-Нанси на востоке.

## Демография
Население коммуны на 2010 год составляло 7723 человека.
| 1962 | 1968 | 1975 | 1982 | 1990 | 1999 | 2010 |
| ---- | ---- | ---- | ---- | ---- | ---- | ---- |
| 5247 | 6617 | 8285 | 7828 | 7956 | 7842 | 7723 |